# Ariadina Alves Borges
Ariadina Alves Borges, normalmente citata come Ary o Ary Borges (São Luís, 28 dicembre 1999), è una calciatrice brasiliana, centrocampista offensivo del Racing Louisville e della nazionale brasiliana.

## Carriera

### Club
Ary Borges nasce a São Luís, nello stato federale del Maranhão, ma segue la famiglia trasferendosi a San Paolo all'età di dieci anni. Lì inizia il suo percorso formativo, entrando a far parte della squadra giovanile del Santos dove era una delle tre ragazze che giocavano al fianco dei ragazzi, costringendo suo padre a firmare una rinuncia che indennizzava il club da azioni legali se, continuando l'attività agonistica, si fosse infortunata negli incontri di calcio maschile. A 11 anni si trasferisce al Centro Olímpico dove gioca per la prima volta in una squadra interamente femminile, iniziando dalla formazione Under-15 in quanto, pur rientrando in una categoria più giovane, non era presente una più adatta Under-13.
Nel 2017 e nel 2018 Ary Borges è tornata nella sua regione natale del Nordest per giocare due stagioni di calcio professionistico con lo Sport Recife, prima di unirsi alla squadra del San Paolo, appena ricostituita, per la stagione 2019. Qui si rivela una delle giocatrici fondamentali per la promozione della squadra in Série A1, nonché immagine del club come sua sostenitrice sui social media, organizzando  una festa di compleanno a tema São Paulo FC. Ciò nonostante l'anno seguente, irritando la dirigenza del suo vecchio club, coglie l'occasione offertale dalle rivali del Palmeiras che, offrendole un contratto economicamente più vantaggioso, si aggiudicano le sue prestazioni dalla stagione 2020.

### Nazionale
Ary Borges viene convocata per indossare la maglia della formazione Under-20 nel 2018, in occasione della doppia amichevole con gli Stati Uniti del 30 giugno e 3 luglio dove scende in campo in entrambi gli incontri di preparazione al campionato sudamericano di Ecuador 2018, torneo che poi il Brasile si aggiudica accedendo così al successivo Mondiale di Francia 2018. Nel mondiale in Europa condivide con le compagne il deludente percorso che vede la sua squadra venire eliminata già alla fase a gironi, conclusa all'ultimo posto con un pareggio, 1-1 con l'Inghilterra grazie a una sua rete in zona Cesarini, e due sconfitte.
Nel settembre 2020 arriva anche la sua prima convocazione con la nazionale maggiore, chiamata dalla selezionatrice Pia Sundhage per un ritiro a Nova Granja Comary, limitato alle giocatrici di casa a causa della pandemia di COVID-19 in Brasile. Tuttavia per il debutto deve aspettare un anno più tardi, il 17 settembre 2021, nella prima della doppia amichevole con l'Argentina dove rileva Débinha al 63' nell'incontro vinto 3-1 all'Amigão, Campina Grande, Paraíba. Da allora Sundhage la convoca con regolarità, impiegandola tre giorni dopo nella successiva amichevole vinta 4-1 con le argentine, mantenendo il posto in squadra per le amichevoli successive contro l'Australia a Sydney il mese successivo. Segna i suoi primi due gol nella vittoria per 6-1 contro l'India al Torneio Internacional de Manaus 2021, partita nota come ultima apparizione in nazionale di Formiga.

## Palmarès

### Club

#### Competizioni nazionali
- Campionato brasiliano femminile di seconda divisione: 1

San Paolo: 2019

#### Competizioni internazionali
- Coppa Libertadores: 1

Palmeiras: 2022

### Nazionale
- Copa América Femenina: 1

2022
- Torneio Internacional de Futebol Feminino: 1

2021
- Campionato sudamericano femminile under 20 di calcio: 1

2018